# Nagrobek Wawrzyńca Spytka Jordana

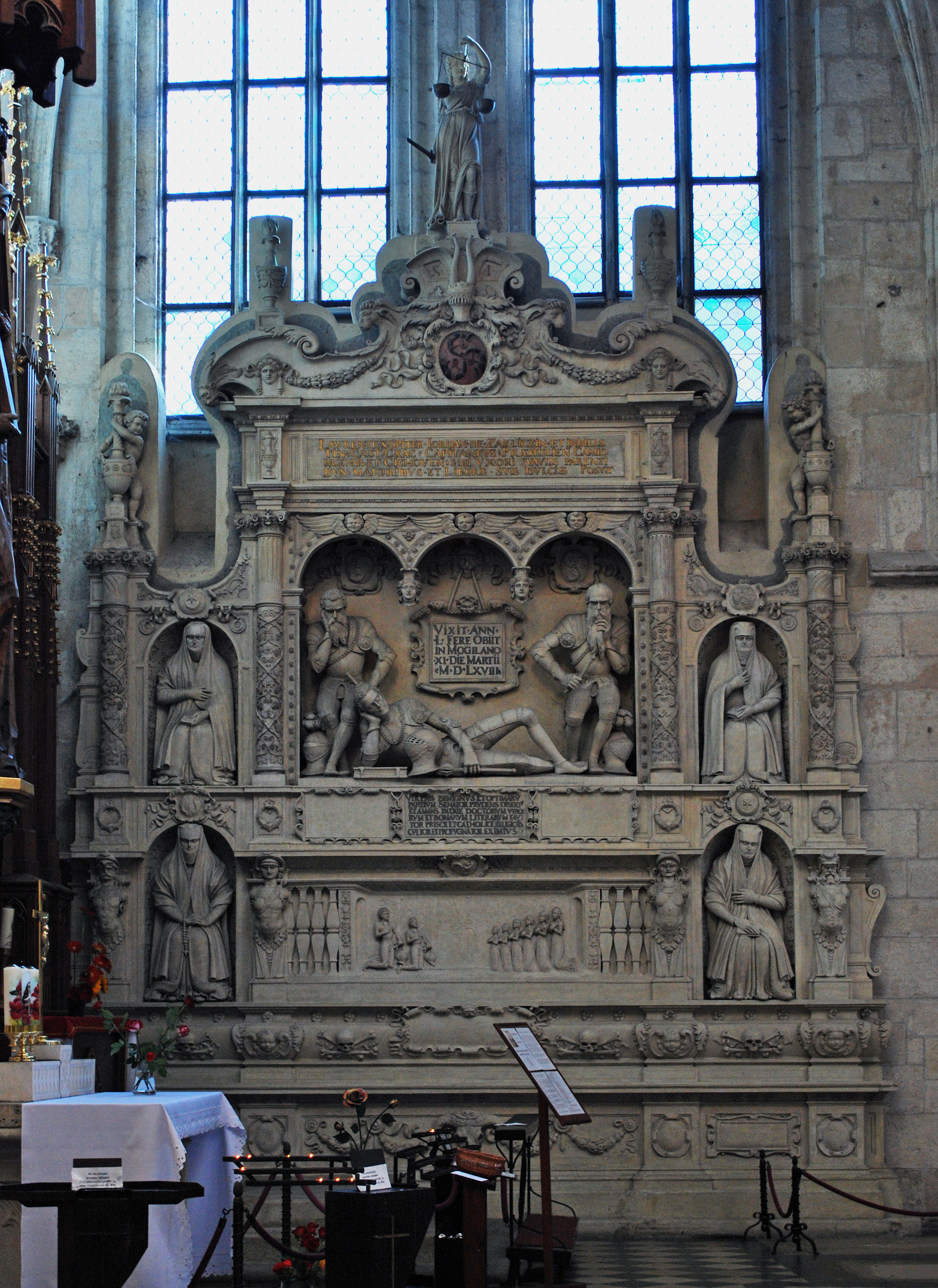
Nagrobek Spytka Jordana

Nagrobek Wawrzyńca Spytka Jordana został wyrzeźbiony przez Santi Gucciego, wystawiony w 1603 roku. Znajduje się w kościele św. Katarzyny Aleksandryjskiej i św. Małgorzaty w Krakowie.
Nagrobek Spytka Jordana w Krakowie został wzniesiony w czasie, kiedy na grunt polski przedzierała się już z Włoch idea sztuki wczesnego baroku wypierając z wolna manierę renesansową. Dzieło jest więc niejako monumentem upamiętniającym dotychczasowe zdobycze artystyczne i zapowiadającym dalsze przemiany związane z napływem myśli barokowej.

## Opis nagrobka
Na dzień przed śmiercią, która nastąpiła 11 marca 1568 roku w Mogilanach, Spytek Wawrzyniec Jordan spisał testament, w którym zalecił wykonawcom wzniesienie grobowca w kościele św. Katarzyny w Krakowie, który upamiętniałby także jego ojca oraz dziadka. Pomnik wystawiony w 1603 roku ma 9 m. wysokości i 6,12 m szerokości. Kompozycja wykuta została z szarego wapienia pińczowskiego i stanowi modyfikację typu nagrobka z niszą na cokole, oflankowaną skrzydłami i opatrzoną szczytem. Odstępstwo od powyższego założenia polega na podziale zarówno części środkowej jak i skrzydeł na dwie kondygnacje.
Dwudzielny cokół został ozdobiony kartuszami, główkami puttów i trupimi czaszkami na skrzyżowanych piszczelach. Nagromadzenie tych elementów spowodowało, że jego funkcja jako fundamentu została osłabiona. Dodatkowo niskość cokołu wraz z rozszerzeniem obu kondygnacji skrzydłami powoduje, iż pomnik cechuje horyzontalizm. Powyżej, w części środkowej umieszczona została płaskorzeźbiona scena z klęczącymi niewiastami i rycerzami (córki i zięciowie) ukazana na tle chiostro. W skrzydłach bocznych wykute zostały nisze flankowane przez kariatydy i atlanty. We wnętrzu nisz umieszczono siedzące postaci kobiet, które ukazano także na drugiej kondygnacji. Ich pozy, układ fałdów szat, nie wykazują między sobą znacznych różnic. Jedyny element urozmaicenia stanowi sposób ukazania rąk i głów. Ukazane w półpełnej rzeźbie niewiasty zdają się nie mieścić w przeznaczonych dla nich przestrzeniach. Ze względu na różnice w wysokości środkowej płaskorzeźby i kobiecych figur dochodzi do zachwiania równowagi i odejścia od logicznego ciągu, nisze i płaskorzeźba nie tworzą więc jednolitej kondygnacji niższej.
Cześć środkową stanowi tutaj nisza sklepiona trzema, jakby zawieszonymi w powietrzu, baldachimami, arkadami, zakończonymi główkami kobiecymi. Poniżej centralnej arkady umieszczono tablicę, ujętą w kartusz o zawijanych brzegach ozdobiony maską. Puste miejsca całego piętra wypełnione zostały wiciami winnymi, kartuszami herbowymi, główkami puttów oraz innymi drobnymi formami ornamentacyjnymi.

### Postacie na nagrobku
Ważną rolę w przestrzeni trójarkadkowej niszy stanowią umieszczone w niej postacie, wśród których znalazł się także sam fundator. Spytek Jordan oraz towarzyszący mu ojciec i dziadek, który zostali przedstawieni w strojach rycerskich. Młody Spytek Wawrzyniec leży opierając łokieć o księgę. Pomimo wzniesionego tułowia i skrzyżowanych nóg, jego poza jest lekka, niewymuszona. Cała postać Spytka wychyla się z niszy, zaś spoczywający przed nim hełm wystaje poza gzyms. Dotyczy to także ukazanych za nim starców będących uosobieniem zamyślenia i spokoju, których nogi wystają poza przestrzeń niszy.
Wśród zestawionych postaci jedynie Spytek otrzymał zindywidualizowane rysy, pozostałe osoby nie wykazują cech portretowych.
Całość nagrobka Spytka Jordana wieńczy szczyt spoczywający na spokojnym belkowaniu obejmującym fryz z napisem flankowany z boków dwiema płaskimi wazami oraz gzymsem dekorowanym motywem wolich oczu. Ponad fryzem umieszczono woluty zakończone głowami lwów. Nad bocznymi wolutami ustawiono dekoracyjne płonące amfory. Część środkową szczytu wypełniono kartuszem herbowym, wieńcami oraz główkami. Na środowym impoście znajduje się symboliczne przedstawienie Sprawiedliwości.